# Schloss Meerholz

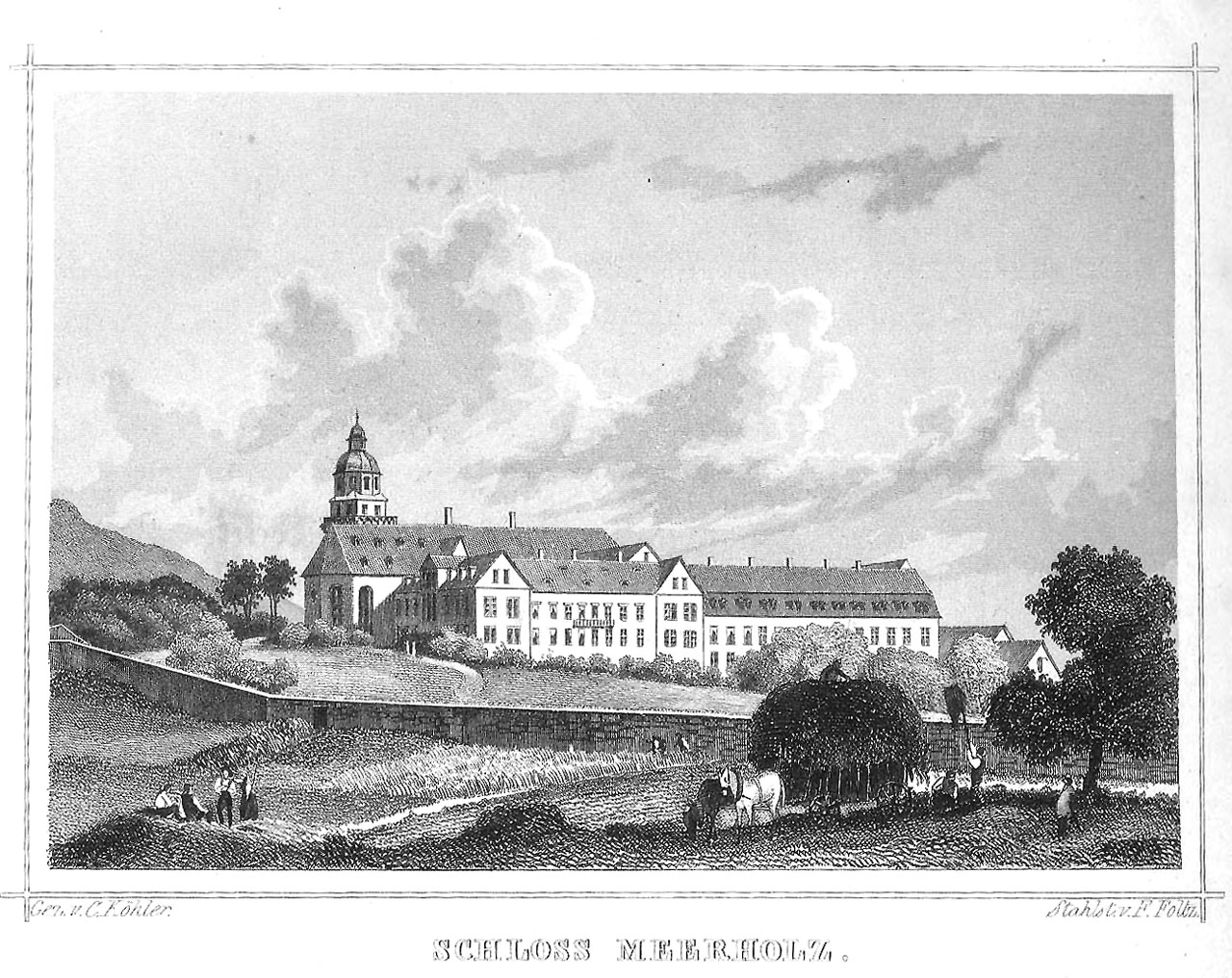
Schloss Meerholz 1850, gezeichnet von C. Köhler, Stahlstich von F. Foltz

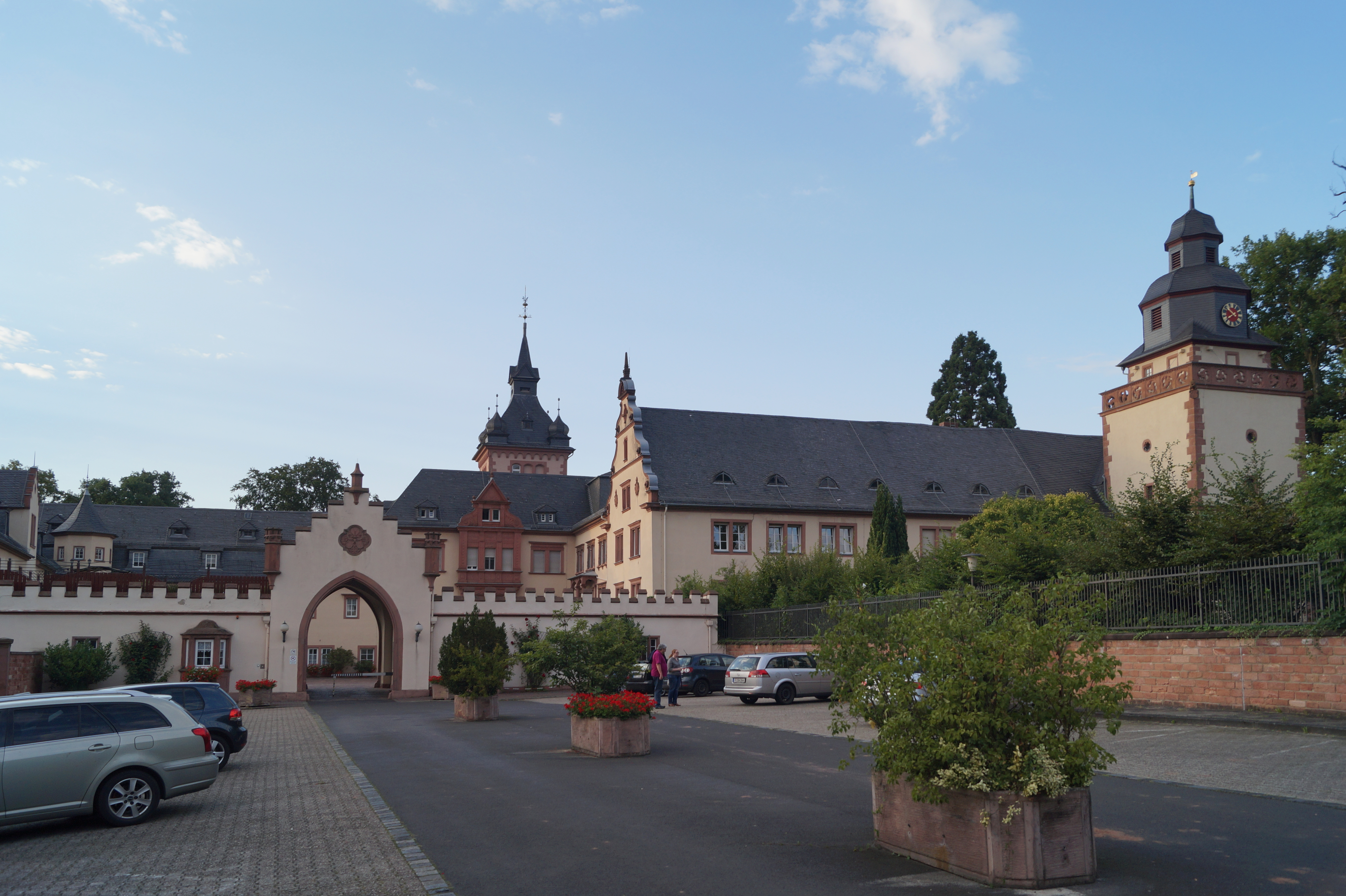
Schloss Meerholz, Ansicht des Schlosses von der Eingangsseite mit Torbau links und Schlosskirche rechts

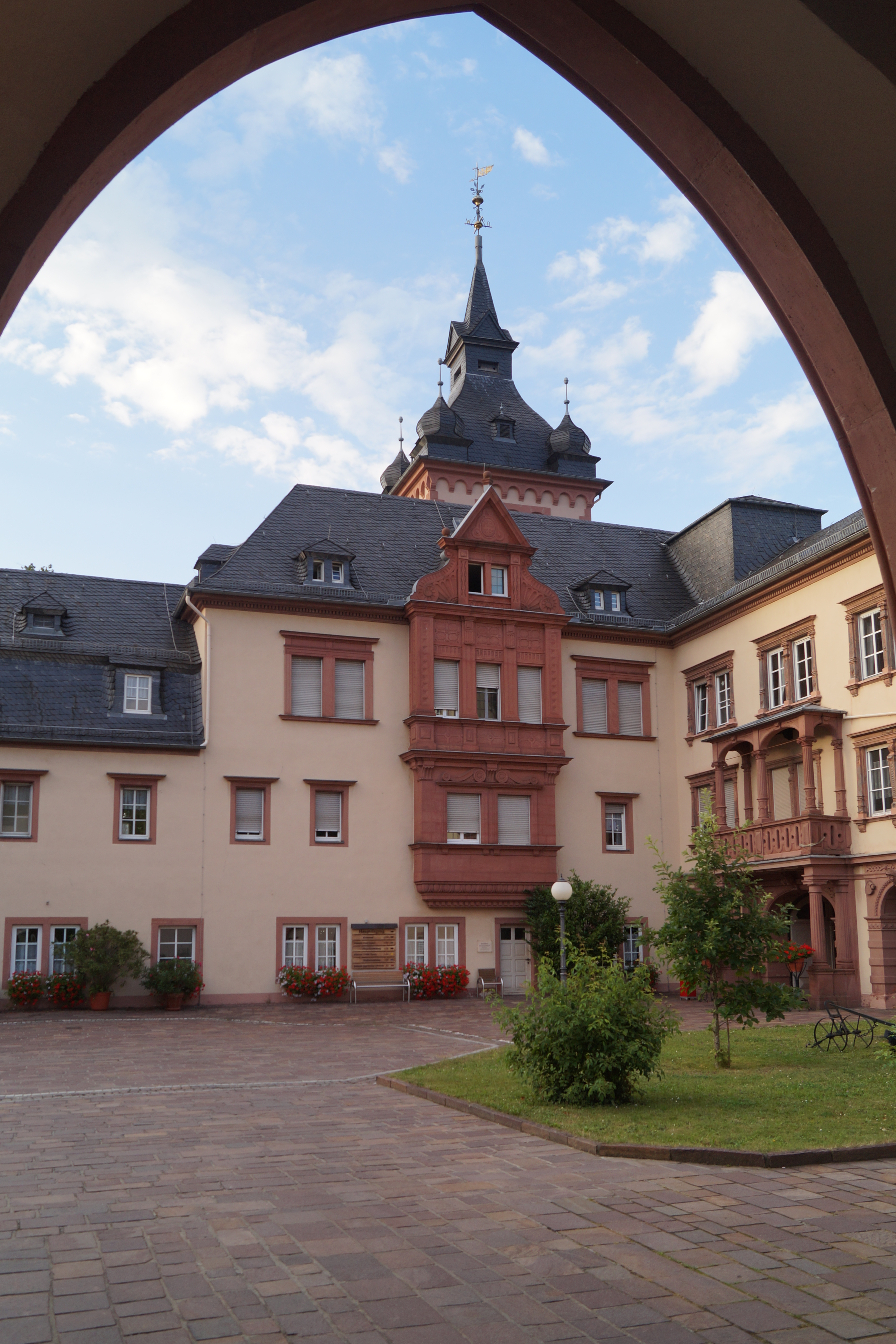
Blick in den Innenhof

Schloss Meerholz ist ein Schloss in Meerholz, einem Stadtteil von Gelnhausen im Main-Kinzig-Kreis in Hessen. Die Anlage entstand im 16. Jahrhundert anstelle eines älteren Klosters als Residenz der Nebenlinie Isenburg-Meerholz der Grafschaft Isenburg.

## Geschichte
Das Prämonstratenserinnen-Kloster Meerholz ist seit den 70er Jahren des 12. Jahrhunderts nachweisbar. Das Kloster kam nach der Reformation in den Besitz der Grafen von Ysenburg-Büdingen. Diese ließen in der Zeit zwischen 1555/64 die Schlossanlage errichten, wobei die ehemaligen Klostergebäude den Grundriss weitgehend vorgaben. Der Bau stieß auf Widerstand seitens der Stadt Gelnhausen, die sich als verpfändete Reichsstadt auf das kaiserliche Privileg berief, „daß im Umkreis einer Stunde kein burglicher Bau, noch Schloß mit Mauern, Zinnen und Graben“ erbaut werden dürfe. Der Protest blieb allerdings wirkungslos.
Das Schloss diente später als Residenz der (nach der Dritten Hauptteilung (1684) des Hauses Ysenburg-Büdingen) neu entstandenen (1687) Speziallinie Ysenburg-Büdingen-Meerholz. 1904/05 folgte ein weiterer Umbau zum Krankenhaus und Altenheim. Dabei entstand ein weiterer Innenhof und Teile der Anlage wurden im neugotischen Stil überformt. 1929 starb die Meerholzer Nebenlinie aus, 1942 erwarb die Stadt Frankfurt am Main das Objekt. Der Evangelische Verein für Innere Mission Frankfurt am Main unterhält in dem Anwesen ein Pflegeheim mit 210 Betreuungsplätzen bei einem Jahresumsatz von ca. 8,7 Mio. €.

## Anlage
Schloss Meerholz ist im Kern eine vierflügelige Anlage. Den östlichen Teil nimmt die Schlosskirche mit Turm von 1560 ein, im Südwesten ist ein Wirtschaftshof angegliedert. Am Nordhang unterhalb des Schlosses befindet sich ein weitläufiger Park.
Der ältere Innenhof besteht aus zwei- und dreigeschossigen Bauten, von denen Teile allerdings mit dem Umbau 1904/05 verändert wurden. Auffällig sind im Osten des Hofes zwei Treppentürme auf achteckigem Grundriss mit Portalen und welschen Hauben, letztere wahrscheinlich eine Hinzufügung des Barock. Historisch ist auch der Volutengiebel des Südflügels. Im Nordosten dieses älteren Innenhofes schließt sich die Ergänzung des frühen 20. Jahrhunderts an. Dazu gehören ein weiterer Innenhof sowie ein Turm in neugotischen Formen.